# بريط جبلي
بريط جبلي (الاسم العلمي:Dipcadi montanum) هو نوع من النباتات يتبع جنس البريط من الفصيلة الهليونية.